# Ceste (Rogaška Slatina, Slovenija)
Ceste su naselje u slovenskoj općini Rogaška Slatina (pokrajina Štajerska, statistička regija Savinjska).
Do teritorijalne reorganizacije u Sloveniji nalazile su se u sastavu stare općine Šmarje pri Jelšah.

## Stanovništvo
Prema popisu stanovništva iz 2002. godine naselje je imalo 123 stanovnika.